# ウイーヌプリ
ウイーヌプリは、北海道の斜里郡斜里町と目梨郡羅臼町にまたがる標高651.9 mの山である。山頂には三等三角点「赤岩」が設置されている。

## 解説
知床半島の先端部に位置する同半島最北端の山である。1986年に4 haに及ぶ原因不明の森林火災が発生し、1,628人が動員され6日間かけ消火活動が行われた。
山名はアイヌ語の「uhuy-nupuri」（燃えている・山）に由来し、火山を意味するが、火山活動の記録は残されていない。

## 登山
知床半島の先端部に位置するため登山難易度が高い。船で行ってもウイーヌプリから近い知床岬への上陸ができないため、車で向かうことのできる道道87号の羅臼町相泊地区からのルートが最短となるが、登山道が存在しないため山頂までは片道3日以上かかる。主なルートは知床岳・ポロモイ岳を経て山頂に至るルートである。